# مرزادهر
مرزادهر (به انگلیسی: Mirzadher) یک شهرک در پاکستان است که در شهرستان چهارسده واقع شده‌است.